# Кесарјани
Кесарјани (грч. Καισαριανή) општина је у Грчкој. По подацима из 2011. године број становника у општини је био 26.458.

## Становништво
| 2011.  |
| ------ |
| 26,458 |